# Karl-Heinz Spickenagel
Karl-Heinz Spickenagel, auch Spicke oder Kalle (* 17. Januar 1932 in Berlin; † 19. März 2012 in Frankfurt (Oder)) war ein deutscher Fußballspieler. In der höchsten Spielklasse des DDR-Fußballs, der Oberliga, spielte der Torwart für den ASK Vorwärts Berlin und dessen Vorgänger. Mit den Armeefußballern wurde er dreimal – in den Spielzeiten 1958, 1960 und 1961/62 – DDR-Meister.

## Sportliche Laufbahn

### Gemeinschafts- und Clubstationen
In der Jugend des VfB zu Pankow erlebte der gelernte Werkzeugmacher „Kalle“ Spickenagel nach dem Ende des Zweiten Weltkriegs die ersten Jahre im Vereinsfußball und machte auch einen kurzen Abstecher über die noch offene Sektorengrenze zu Hertha BSC. Als die BSG Einheit Pankow im FDGB-Pokal der Saison 1951/52 das Halbfinalspiel gegen Lokomotive Stendal am 7. September 1952 austrug, hütete er bereits wieder das Tor von Einheit. Die 0:3-Niederlage im Finale gegen VP Dresden mit Günter Schröter und Johannes Matzen konnte er aber nicht verhindern. Mit Einheit Pankow kam er in den Runden 1952/53 und 1953/54 in der zweitklassigen Liga nicht in die Spitzengruppe und wechselte nach 50 Einsätzen im Sommer 1954 zum SC DHfK Leipzig, in dessen Fußballabteilung ein DDR-weiter Schwerpunkt etabliert werden sollte. Seine Leistungen, die zur Delegierung nach Leipzig führten, hatten ihn zuvor bereits Berufungen in die Bezirksauswahl von Ost-Berlin sowie die Nachwuchsländerelf der DDR, mit einer Partie am 7. Februar 1954 gegen Ungarn, eingebracht. In Leipzig bestritt der Berliner 1954/55 zwölf Spiele in der Staffel 3 der Liga und fand sich nach der Auflösung der DHfK-Mannschaft im Januar 1955 wieder in Berlin ein. Dort stand er, beginnend mit dem Match gegen die BSG Motor Zwickau am 15. Spieltag dieser Runde, dann weitere zwölfmal im Oberligator des ZSK Vorwärts KVP Berlin.
Mit dem Zentralen Sportklub Vorwärts der Kasernierten Volkspolizei aus Berlin zog er 1956 zum zweiten Mal in das Endspiel des FDGB-Pokal ein. In Magdeburg setzte sich aber SC Chemie Halle-Leuna mit 2:1 Toren durch. Im Spieljahr 1957 kassierte der sachlich spielende Torhüter in 23 Einsätzen in der Oberliga nur 22 Gegentore und belegte mit Vorwärts den 2. Tabellenplatz. Als Spickenagel mit den „Rot-Gelben“ im Jahre 1958 die erste DDR-Meisterschaft gewann, kam die Mannschaft von Trainer Kurt Fritzsche und Mittelfelddirigent Lothar Meyer in dreizehn Heimspielen auf 36:6 Tore und 26:0 Punkte. Es folgte 1959 die zweite Vizemeisterschaft und 1960 der zweite Titelgewinn mit neun Punkten Vorsprung vor SC Dynamo Berlin. Vor der Saison 1961/62 erfuhr der Torhüter des nunmehrigen ASK (Armeesportklub) Vorwärts Berlin die Rückkehr zum Herbst-Frühjahr-Rhythmus im Spielbetrieb der DDR-Oberliga. Dazu wurden drei Serien zu je dreizehn Spielen ausgetragen. Nach 39 Spielen feierte „Kalle“ Spickenagel die dritte DDR-Meisterschaft. Das „Endspiel“ am Schlusstag gewann der ASK mit 3:1 Toren an der Ostsee gegen den Vizemeister SC Empor Rostock. Mit der Runde 1962/63 beginnt für den 30-Jährigen der Rückzug aus der Stammelf. In den zwei Meisterschaftsrunden 1962/63 und 1963/64 bestritt er nur noch acht Spiele in der DDR-Oberliga und beendet mit seinem Einsatz am 3. Mai 1964 bei Chemie Leipzig seine aktive Spielerlaufbahn. Von Januar 1955 bis 1964 absolvierte Karl-Heinz Spickenagel 189 Spiele in der DDR-Oberliga. Dazu kamen noch von 1952 bis 1954 in der 1. Liga (zweite Spielklasse in der DDR) 62 weitere Einsätze.
Auch im Europapokal konnte er von 1959 bis 1962 in neun Spielen sein Können unter Beweis stellen. Zusätzliche internationale Auftritte hatte er auch durch mehrere Städtespiele mit der Auswahl Ost-Berlins. Seine jahrelange Konstanz in der Leistung, seine Fehlerquote war gering, und seine vielseitigen Torhütertugenden zeichneten den Spieler Karl-Heinz Spickenagel aus.

### Auswahleinsätze
Nachdem Spickenagel bereits am 7. Februar 1954 in der DDR-Nachwuchsauswahl eingesetzt worden war, debütierte der Berliner beim fünften Länderspiel der ostdeutschen A-Nationalelf am 26. September desselben Jahres in Rostock gegen Polen auf dem höchsten Level. Nachdem der Dessauer Wolfgang Klank die ersten drei Länderspiele und der Leipziger Günter Busch das vierte offizielle Auswahlspiel bestritten hatten, übernahm „Kalle“ Spickenagel in den nächsten acht Jahren die Stammposition im Tor der DDR-Nationalmannschaft. Auch der Torhüter der Meistermannschaft von SC Wismut Karl-Marx-Stadt, Klaus Thiele, konnte an diesem Status nichts ändern. Spickenagel stand von 1952 bis zum 3. Mai 1962 in 29 von 41 ausgetragenen Länderspielen im Tor. Herausragend waren seine Teilnahmen an den WM-Qualifikationsspielen für die WM-Turniere 1958 und 1962. Vor Schweden 1958 hatte es die DDR mit Wales und der Tschechoslowakei in der Qualifikation zu tun. Mit einem überraschenden 2:1-Erfolg am 19. Mai 1957 vor 110.000 Zuschauern in Leipzig gegen Wales wurde der Wettbewerb eröffnet. Auch der international anerkannte Klassespieler John Charles konnte an diesem Tag den Erfolg der Mannschaft um Torhüter Spickenagel, Herbert Schoen, die Brüder Karl und Siegfried Wolf, Manfred Kaiser, Günter Schröter und Willy Tröger nicht verhindern. Diese Leistung konnte die Mannschaft aber vier Wochen später am 16. Juni in Brünn beim Spiel gegen die Tschechoslowakei trotz einer 1:0-Halbzeitführung nicht wiederholen. „Kalle“ Spickenagel wurde in der zweiten Spielhälfte dreimal bezwungen und die Mannen um Josef Masopust gewannen mit 3:1 Toren. Die Gegner in der Qualifikation zur Fußball-Weltmeisterschaft 1962 in Chile waren im Jahre 1961 die Niederlande und Ungarn. Der ASK-Torhüter hütete in allen drei ausgetragenen Spielen das Tor, mehr als ein 1:1-Achtungserfolg am 14. Mai 1961 in Leipzig gegen die Niederlande kam aber dabei nicht heraus. Für das fällige Rückspiel in Holland wurden der DDR-Auswahl wegen des Mauerbaus in Berlin die Einreisevisa verweigert. Mit dem Spiel gegen den amtierenden Europameister Sowjetunion am 3. Mai 1962 in Moskau verabschiedete sich Spickenagel nach 29 Auswahlberufungen aus der DDR-Nationalmannschaft.
Am 23. September 1959 wirkte Spickenagel beim zweiten Olympia-Ausscheidungsspiel der Fußballolympiaauswahl der DDR gegen die DFB-Amateurauswahl mit, das mit 1:2 verloren ging und damit nach der 0:2-Hinspielniederlage die Teilnahme der DDR-Fußballer am olympischen Fußballturnier in Rom verhinderte.

## Weiterer Werdegang
Nach Beendigung der aktiven Spielerlaufbahn arbeitete Spickenagel ab 1964 zeitweise als Assistenztrainer für die 1. Mannschaft, später als Trainer im Nachwuchsbereich des ASK Vorwärts Berlin. Nach der Anordnung des Umzuges aus der DFV-Zentrale nach Frankfurt (Oder) im Jahre 1971 übte er dort die Funktion des Trainers der Liga-Elf FC Vorwärts Frankfurt (Oder) II bis in das Jahr 1975 aus. Ab 1982 war der inzwischen zum Oberstleutnant aufgestiegene Ex-Spieler bis 1986 dann Club-Vorsitzender beim FC Vorwärts Frankfurt (Oder). Ebenfalls arbeitete Spickenagel als Vorsitzender der Kommission Kinder- und Jugendsport beim DFV. Im Frühjahr 2012 verstarb der frühere Nationaltorwart gut zwei Monate nach seinem 80. Geburtstag im Brandenburgischen.

## Auszeichnungen
Anfang Februar 1956 nahm Spicknagel vom Stellvertreter des Vorsitzenden des Ministerrats, Walter Ulbricht, die staatliche Auszeichnung Meister des Sports entgegen und war somit einer von sechs Fußballspielern der DDR, die an jenem Tag diese Ehrung erhielten.